# Хав'єр Маскерано
Хав'є́р Маскера́но Алеха́ндро (ісп. Javier Alejandro Mascherano; нар. 8 червня 1984 року, Сан-Лоренсо, Санта-Фе, Аргентина) — аргентинський футболіст, півзахисник. Дворазовий олімпійський чемпіон (2004 і 2008). Згодом — футбольний тренер, наразі очолює тренерські штаби молодіжної і олімпійської збірних Аргентини.
Відомий своєю непоступливістю в єдиноборствах і умінням віддати відмінний пас. Маскерано став першим аргентинцем, який зміг закріпитися в основній команді «Ліверпуля», до нього це безуспішно намагався зробити Маурісіо Пеллегріно. Займає друге місце в історії за кількістю зіграних матчів за збірну Аргентини, поступаючись тільки Хав'єру Дзанетті. При цьому Маскерано також відомий вкрай низькою результативністю навіть для гравця оборонного плану.

## Клубна кар'єра

### Початок кар'єри
Народився 8 червня 1984 року в місті Сан-Лоренсо. Вихованець футбольної школи клубу «Рівер Плейт». Дорослу футбольну кар'єру розпочав 2003 року в основній команді того ж клубу, в якій провів два сезони, взявши участь у 46 матчах чемпіонату. За цей час виборов титул чемпіона Аргентини у 2004 році.
2005 року Хав'єр приєднався до бразильського клубу «Корінтіанс» за 7,5 мільйона фунтів. У тому ж році він виграв чемпіонат Бразилії з клубом, за який разом з ним виступав інший аргентинець — Карлос Тевес. Хав'єр показав вражаючу гру на чемпіонаті світу в 2006 році, і восени разом з Тевесом був проданий в англійський «Вест Хем Юнайтед», завдяки зусиллям компанії Media Sports Investment, що мала права на їх контракти. Маскерано зіграв лише 7 ігор за основний склад «Вест Гема» і зайняв місце в резерві. Якраз в цей час їм зацікавився Рафа Бенітес. У «Ліверпуля» виникли труднощі з переходом Хав'єра, оскільки теоретично гравець не міг виступати за три клуби за рік (це суперечить правилам ФІФА), але «Ліверпуль» домігся дозволу даної ситуації.

### «Ліверпуль»

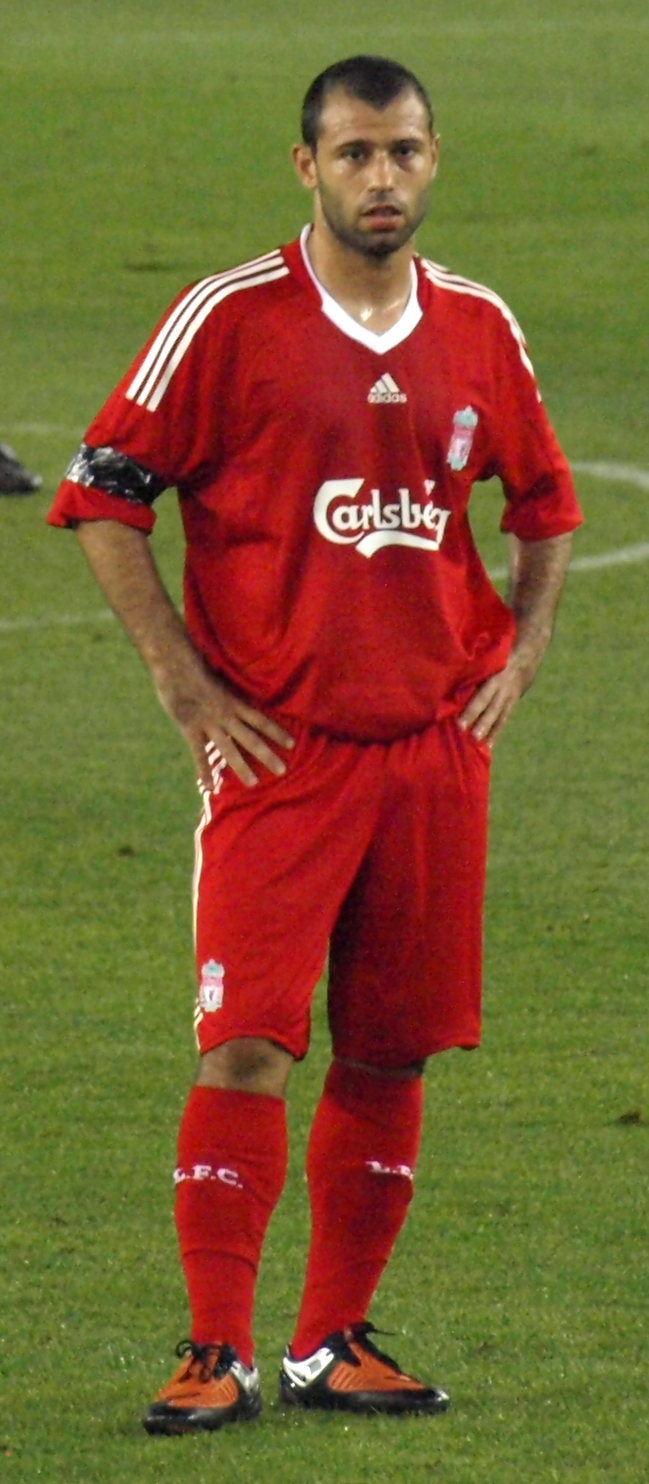
Маскерано у складі «Ліверпуля». 2009 рік.

Маскерано спочатку перейшов в «Ліверпуль» на правах оренди. 29 лютого 2008 року після тривалих спекуляцій у пресі, що стосувалися його майбутнього, Хав'єр підписав постійний контракт з «Ліверпулем». Березень 2008 залишив неоднозначні спогади від гри Маскерано — він забив свій перший гол за «Ліверпуль» в матчі проти «Редінга» на «Енфілді», однак в наступному матчі він був вилучений з поля на «Олд Траффорд» Стівом Беннетом за сперечання з рефері після того, як той показав жовту картку Фернандо Торресу. Дискваліфікація на один матч за червону картку була продовжена до трьох матчів за незгоду з рефері. Гравець погодився із звинуваченнями, але його апеляція з приводу додаткового пропуску матчів була відхилена, а також на нього було накладено великий штраф. Аргентинець продовжив грати в Лізі чемпіонів.
Протягом наступних двох сезонів Маскерано залишався одним з кращих гравців у складі «Ліверпуля», проте, після закінчення сезону 2009/10 стало зрозуміло, що його відхід неминучий. Гравець міг піти ще за рік до цього, але тоді тренерському штабу вдалося вмовити його залишитися. В кінцевому підсумку Маскерано пішов в «Барселону», підписавши контракт з клубом 30 серпня 2010 року.

### «Барселона»

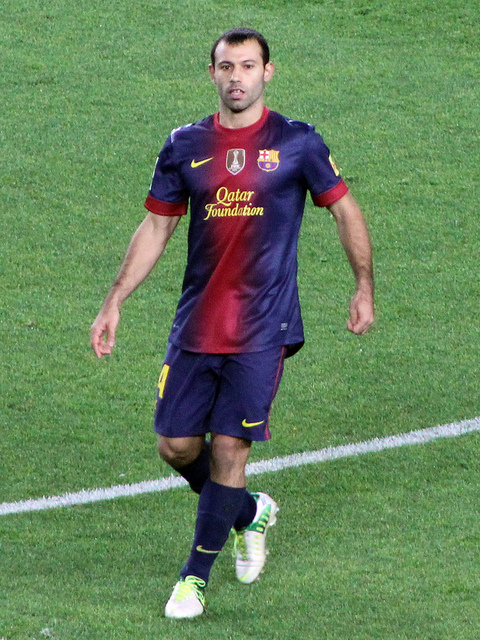
У складі «Барселони». 2012 рік.

28 серпня 2010 року стало відомо, що аргентинський півзахисник Хав'єр Маскерано перейшов у іспанську «Барселону» за 24 млн євро. Дебют за новий клуб відбувся 11 вересня у матчі другого туру чемпіонату Іспанії проти «Еркулеса» (0:2). Аргентинець вийшов на поле за 16 хвилин до кінця зустрічі на позиції опорного півзахисника.
Перша половина сезону складалася для Маскерано в новому клубі не надто гладко, потрапити в основний склад за Хаві і Серхіо Бускетса було дуже важко. Але до середини сезону травму отримав капітан команди Карлес Пуйоль і Хав'єру довелося перекваліфікуватися в центрального захисника. Особливо вдалим у новій якості став для нього матч-відповідь 1/8 фіналу Ліги чемпіонів УЄФА 2010/11 проти лондонського «Арсеналу», коли за кілька хвилин до кінця зустрічі він виконав підкат і не дозволив форвардові «канонірів» Нікласу Бендтнеру вийти один на один з голкіпером Віктором Вальдесом. Матч закінчився перемогою «каталонців» з рахунком 3:1, які за сумою двох зустрічей вийшли в наступну стадію турніру. 28 травня Маскерано взяв участь у фіналі Ліги чемпіонів УЄФА проти англійського «Манчестер Юнайтед» на стадіоні «Вемблі». Він вийшов на поле з перших хвилин на позиції захисника і партнера по центру оборони Жерарда Піке. Матч закінчився перемогою «Барселони» (3:1), а аргентинець виграв свою першу Лігу чемпіонів УЄФА.
За підсумками сезону 2013/14 Хав'єр був визнаний найкращим гравцем команди.
Перед початком сезону 2015/16 був призначений четвертим віце-капітаном «Барселони» після Андреса Іньєсти, Ліонеля Мессі і Серхіо Бускетса.
Перед початком сезону 2016/17 продовжив контракт з «Барселоною» до 30 червня 2019 року.
26 квітня 2017 року забив свій перший гол за «синьо-гранатових», відзначившись у матчі чемпіонату Іспанії у ворота «Осасуни» на 67 хвилині зустрічі, реалізувавши пенальті, зароблений Денісом Суаресом. Цей гол став і останнім. 23 січня 2018 року було оголошено про те, що після семи з половиною сезонів в «Барселоні» Хав'єр Маскерано залишає команду.

### «Хебей Чайна Форчун»
Взимку того ж 2018 року Маскерано став гравцем китайського клубу «Хебей Чайна Форчун». Про це було оголошено керівництвом «Барси» на спеціальному заході, який було влаштовано на честь уходу аргентинця з каталонської команди. Станом на 24 січня 2018 року відіграв за команду із Ціньхуандао 3 матчі в національному чемпіонаті.

## Виступи за збірні
2000 року дебютував у складі юнацької збірної Аргентини, взяв участь у 6 іграх на юнацькому рівні. У вересні 2001 року він зі збірною до 17 років посів четверте місце в юнацькому чемпіонаті світу 2001 року.
Протягом 2003—2004 років залучався до складу молодіжної збірної Аргентини і став півфіналістом Молодіжного чемпіонату світу. На молодіжному рівні зіграв у 22 офіційних матчах, забив 1 гол.
Також захищав кольори олімпійської збірної Аргентини, у складі якої був учасником футбольного турніру на Олімпійських іграх 2004 року в Афінах та Олімпійських іграх 2008 року у Пекіні. На обох турнірах він ставав олімпійським чемпіоном і став тільки другим аргентинським спортсменом (після гравця в поло Хуана Нельсона), що виграв дві олімпійські золоті медалі. У складі цієї команди провів 18 матчів.

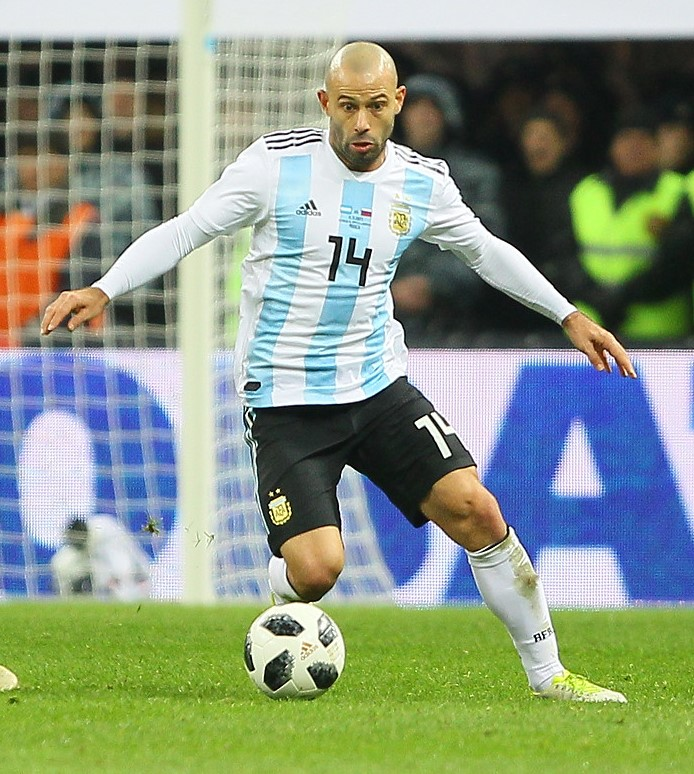
Маскерано у складі збірної Аргентини. 2017 рік.

16 липня 2003 року дебютував в офіційних матчах у складі національної збірної Аргентини в товариській грі проти Уругваю.
Наступного року у складі збірної був учасником розіграшу Кубка Америки 2004 року у Перу, де разом з командою здобув «срібло», а згодом поїхав і на чемпіонат світу 2006 року у Німеччині та розіграш Кубка Америки 2007 року у Венесуелі, де знову став срібним призером.
2008 року новий тренер збірної Дієго Марадона зробив Маскерано капітаном команди і в цьому статусі повів команду на чемпіонат світу 2010 року у ПАР, де збірна вилетіла у чвертьфіналі від Німеччини (0:4), а сам Хав'єр пропустив тільки останній матч групового етапу проти Греції. Капітаном Маскерано залишився і при наступному тренері Серхіо Батісті, відправившись на домашній  Кубкок Америки 2011 року в Аргентині, де збірна знову виступила вкрай невдало, вилетівши вже у чвертьфіналі. Після цього Батіста був замінений на Алехандро Сабелью, який новим капітаном призначив Ліонеля Мессі.
На чемпіонаті світу 2014 року у Бразилії Маскерано зіграв свій 100-й міжнародний матч за Аргентину у грі проти Ірану (1:0). Саме ж збірна дійшла до фіналу, де поступилась Німеччині. Протягом наступних двох років був учасником розіграшів Кубка Америки 2015 року у Чилі та розіграшу Кубка Америки 2016 року у США. На обох турнірах Маскерано з командою доходив до фіналу, де поступиався чилійцям.
У травні 2018 року він був включений у заявку на чемпіонат світу 2018 року у Росії.

## Тренерська кар'єра
Невдовзі після завершення ігрової кар'єри, на початку 2022 року, прийняв пропозицію очолити тренерський штаб молодіжної збірної Аргентини.
Влітку 2023 року паралельно почав працювати із олімпійською збірною Аргентини. Під його керівництвом аргентинці успішно подолали відбірковий турнір до Олімпійських ігор 2024 року, ставши однією із двох футбольних команд Південної Америки на тогорічному олімпійському турнірі.

## Статистика виступів

### Статистика клубних виступів
| Сезон                   | Команда                 | Чемпіонат               | Чемпіонат | Чемпіонат | Національний кубок | Національний кубок | Національний кубок | Континентальні кубки | Континентальні кубки | Континентальні кубки | Інші змагання | Інші змагання | Інші змагання | Усього | Усього |
| Сезон                   | Команда                 | Ліга                    | Ігор      | Голів     | Ліга               | Ігор               | Голів              | Ліга                 | Ігор                 | Голів                | Ліга          | Ігор          | Голів         | Ігор   | Голів  |
| ----------------------- | ----------------------- | ----------------------- | --------- | --------- | ------------------ | ------------------ | ------------------ | -------------------- | -------------------- | -------------------- | ------------- | ------------- | ------------- | ------ | ------ |
| 2003–04                 | «Рівер Плейт»           | ПД                      | 21        | 0         | -                  | -                  | -                  | ПАК+КЛ               | 3+10                 | 0                    | -             | -             | -             | 34     | 0      |
| 2004–05                 | «Рівер Плейт»           | ПД                      | 25        | 0         | -                  | -                  | -                  | ПАК+КЛ               | 1+11                 | 0+1                  | -             | -             | -             | 37     | 1      |
| Усього за «Рівер Плейт» | Усього за «Рівер Плейт» | Усього за «Рівер Плейт» | 46        | 0         |                    | -                  | -                  |                      | 25                   | 1                    |               | -             | -             | 71     | 1      |
| 2005                    | «Корінтіанс»            | ЛП+A                    | 1+7       | 0         | КБ                 | 0                  | 0                  | ПАК                  | 0                    | 0                    | -             | -             | -             | 8      | 0      |
| 2006                    | «Корінтіанс»            | ЛП+A                    | 8+10      | 2+0       | КБ                 | 2                  | 0                  | КЛ+ПАК               | 5+0                  | 0                    | -             | -             | -             | 25     | 2      |
| Усього за «Корінтіанс»  | Усього за «Корінтіанс»  | Усього за «Корінтіанс»  | 26        | 2         |                    | 2                  | 0                  |                      | 5                    | 0                    |               | -             | -             | 33     | 2      |
| 2006–07                 | «Вест Гем Юнайтед»      | ПЛ                      | 5         | 0         | КА+КЛ              | 0                  | 0                  | КУЄФА                | 2                    | 0                    | -             | -             | -             | 7      | 0      |
| 2006–07                 | «Ліверпуль»             | ПЛ                      | 7         | 0         | КА+КЛ              | -                  | -                  | ЛЧ                   | 4                    | 0                    | СА            | -             | -             | 11     | 0      |
| 2007–08                 | «Ліверпуль»             | ПЛ                      | 25        | 1         | КА+КЛ              | 2+1                | 0                  | ЛЧ                   | 13                   | 0                    | -             | -             | -             | 41     | 1      |
| 2008–09                 | «Ліверпуль»             | ПЛ                      | 27        | 0         | КА+КЛ              | 3+0                | 0                  | ЛЧ                   | 8                    | 0                    | -             | -             | -             | 38     | 0      |
| 2009–10                 | «Ліверпуль»             | ПЛ                      | 34        | 0         | КА+КЛ              | 0+1                | 0                  | ЛЧ+ЛЄ                | 5+8                  | 0+1                  | -             | -             | -             | 48     | 1      |
| 2010–11                 | «Ліверпуль»             | ПЛ                      | 1         | 0         | КА+КЛ              | -                  | -                  | ЛЄ                   | 0                    | 0                    | -             | -             | -             | 1      | 0      |
| Усього за «Ліверпуль»   | Усього за «Ліверпуль»   | Усього за «Ліверпуль»   | 94        | 1         |                    | 7                  | 0                  |                      | 38                   | 1                    |               | -             | -             | 139    | 2      |
| 2010–11                 | «Барселона»             | ПД                      | 27        | 0         | КІ                 | 7                  | 0                  | ЛЧ                   | 11                   | 0                    | -             | -             | -             | 45     | 0      |
| 2011–12                 | «Барселона»             | ПД                      | 30        | 0         | КІ                 | 6                  | 0                  | ЛЧ                   | 10                   | 0                    | СІ+СУ+КЧС     | 2+1+2         | 0             | 51     | 0      |
| 2012–13                 | «Барселона»             | ПД                      | 25        | 0         | КІ                 | 6                  | 0                  | ЛЧ                   | 8                    | 0                    | СІ            | 2             | 0             | 41     | 0      |
| 2013–14                 | «Барселона»             | ПД                      | 28        | 0         | КІ                 | 7                  | 0                  | ЛЧ                   | 9                    | 0                    | СІ            | 2             | 0             | 46     | 0      |
| 2014–15                 | «Барселона»             | ПД                      | 28        | 0         | КІ                 | 7                  | 0                  | ЛЧ                   | 12                   | 0                    | -             | -             | -             | 47     | 0      |
| 2015–16                 | «Барселона»             | ПД                      | 32        | 0         | КІ                 | 6                  | 0                  | ЛЧ                   | 8                    | 0                    | СУ+СІ+КЧС     | 1+2+2         | 0             | 51     | 0      |
| 2016–17                 | «Барселона»             | ПД                      | 25        | 1         | КІ                 | 4                  | 0                  | ЛЧ                   | 8                    | 0                    | СІ            | 2             | 0             | 39     | 1      |
| 2017–18                 | «Барселона»             | ПД                      | 7         | 0         | КІ                 | 2                  | 0                  | ЛЧ                   | 2                    | 0                    | СІ            | 1             | 0             | 12     | 0      |
| Усього за «Барселону»   | Усього за «Барселону»   | Усього за «Барселону»   | 202       | 1         |                    | 45                 | 0                  |                      | 68                   | 0                    |               | 17            | 0             | 333    | 1      |
| 2018                    | «Хебей Чайна Форчун»    | СЛ                      | 0         | 0         | КК                 | 0                  | 0                  | -                    | -                    | -                    | -             | -             | -             | 0      | 0      |
| Усього за кар'єру       | Усього за кар'єру       | Усього за кар'єру       | 373       | 4         |                    | 54                 | 0                  |                      | 138                  | 2                    |               | 17            | 0             | 582    | 6      |

### Статистика виступів за збірну
| Дата       | Місто                  | Господарі         | Результат               | Гості                | Турнір                          | Голи | Примітки         |
| ---------- | ---------------------- | ----------------- | ----------------------- | -------------------- | ------------------------------- | ---- | ---------------- |
| 16-7-2003  | Ла-Плата (місто)       | Аргентина         | 2 – 2                   | Уругвай              | товариський матч                | -    |                  |
| 2-6-2004   | Белу-Оризонті          | Бразилія          | 3 – 1                   | Аргентина            | Відбір до ЧС 2006               | -    | 34'              |
| 6-6-2004   | Буенос-Айрес           | Аргентина         | 0 – 0                   | Парагвай             | Відбір до ЧС 2006               | -    |                  |
| 7-7-2004   | Чиклайо                | Аргентина         | 6 – 1                   | Еквадор              | Копа Америка 2004 - 1-й етап    | -    |                  |
| 10-7-2004  | Чиклайо                | Аргентина         | 0 – 1                   | Мексика              | Копа Америка 2004 - 1-й етап    | -    | 68'              |
| 13-7-2004  | П'юра                  | Аргентина         | 4 – 2                   | Уругвай              | Копа Америка 2004 - 1-й етап    | -    | 64'              |
| 20-7-2004  | Ліма                   | Аргентина         | 3 – 0                   | Колумбія             | Копа Америка 2004 - півфінал    | -    |                  |
| 25-7-2004  | Ліма                   | Аргентина         | 2 – 2 (2 – 4 п.п.)      | Бразилія             | Копа Америка 2004 - Фінал       | -    | 72'              |
| 4-9-2004   | Ліма                   | Перу              | 1 – 3                   | Аргентина            | Відбір до ЧС 2006               | -    | 22'              |
| 13-10-2004 | Сантьяго               | Чилі              | 0 – 0                   | Аргентина            | Відбір до ЧС 2006               | -    | 45'              |
| 17-11-2004 | Буенос-Айрес           | Аргентина         | 3 – 2                   | Венесуела            | Відбір до ЧС 2006               | -    |                  |
| 9-3-2005   | Лос-Анджелес           | Аргентина         | 1 – 1                   | Мексика              | товариський матч                | -    |                  |
| 30-3-2005  | Буенос-Айрес           | Аргентина         | 1 – 0                   | Колумбія             | Відбір до ЧС 2006               | -    | 54'              |
| 8-6-2005   | Буенос-Айрес           | Аргентина         | 3 – 1                   | Бразилія             | Відбір до ЧС 2006               | -    |                  |
| 30-5-2006  | Салерно                | Аргентина         | 2 – 0                   | Ангола               | товариський матч                | -    |                  |
| 10-6-2006  | Гамбург                | Аргентина         | 2 – 1                   | Кот-д'Івуар          | ЧС 2006 - 1-й етап              | -    |                  |
| 16-6-2006  | Гельзенкірхен          | Аргентина         | 6 – 0                   | Сербія та Чорногорія | ЧС 2006 - 1-й етап              | -    |                  |
| 21-6-2006  | Франкфурт-на-Майні     | Нідерланди        | 0 – 0                   | Аргентина            | ЧС 2006 - 1-й етап              | -    | 90'              |
| 24-6-2006  | Лейпциг                | Аргентина         | 2 – 1 д.ч.              | Мексика              | ЧС 2006 - 1/8 фіналу            | -    |                  |
| 30-6-2006  | Берлін                 | Німеччина         | 1 – 1 д.ч. (4 – 2 п.п.) | Аргентина            | ЧС 2006 - чвертьфінал           | -    | 60'              |
| 3-9-2006   | Лондон                 | Бразилія          | 3 – 0                   | Аргентина            | товариський матч                | -    | 46'              |
| 11-10-2006 | Мурсія                 | Іспанія           | 2 – 1                   | Аргентина            | товариський матч                | -    |                  |
| 2-6-2007   | Базель                 | Швейцарія         | 1 – 1                   | Аргентина            | товариський матч                | -    | 67'              |
| 5-6-2007   | Барселона              | Алжир             | 3 – 4                   | Аргентина            | товариський матч                | -    | 46'              |
| 28-6-2007  | Маракайбо              | Аргентина         | 4 – 1                   | США                  | Копа Америка 2007 - 1-й етап    | -    |                  |
| 2-7-2007   | Маракайбо              | Аргентина         | 4 – 2                   | Колумбія             | Копа Америка 2007 - 1-й етап    | -    |                  |
| 5-7-2007   | Баркісімето            | Аргентина         | 1 – 0                   | Парагвай             | Копа Америка 2007 - 1-й етап    | 1    | 67'              |
| 8-7-2007   | Баркісімето            | Аргентина         | 4 – 0                   | Перу                 | Копа Америка 2007 - чвертьфінал | 1    |                  |
| 11-7-2007  | Пуерто-Ордас           | Мексика           | 0 – 3                   | Аргентина            | Копа Америка 2007 - півфінал    | -    |                  |
| 15-7-2007  | Маракайбо              | Бразилія          | 3 – 0                   | Аргентина            | Копа Америка 2007 - Фінал       | -    | 44'              |
| 22-8-2007  | Осло                   | Норвегія          | 2 – 1                   | Аргентина            | товариський матч                | -    | 90'              |
| 11-9-2007  | Мельбурн               | Австралія         | 0 – 1                   | Аргентина            | товариський матч                | -    |                  |
| 13-10-2007 | Буенос-Айрес           | Аргентина         | 2 – 0                   | Чилі                 | Відбір до ЧС 2010               | -    |                  |
| 16-10-2007 | Маракайбо              | Венесуела         | 0 – 2                   | Аргентина            | Відбір до ЧС 2010               | -    |                  |
| 17-11-2007 | Буенос-Айрес           | Аргентина         | 3 – 0                   | Болівія              | Відбір до ЧС 2010               | -    |                  |
| 20-11-2007 | Богота                 | Колумбія          | 2 – 1                   | Аргентина            | Відбір до ЧС 2010               | -    |                  |
| 26-3-2008  | Каїр                   | Єгипет            | 0 – 2                   | Аргентина            | товариський матч                | -    |                  |
| 4-6-2008   | Сан-Дієго              | Мексика           | 1 – 4                   | Аргентина            | товариський матч                | -    | 67'              |
| 8-6-2008   | Нью-Йорк               | США               | 0 – 0                   | Аргентина            | товариський матч                | -    | 86'              |
| 15-6-2008  | Буенос-Айрес           | Аргентина         | 1 – 1                   | Еквадор              | Відбір до ЧС 2010               | -    | 63'              |
| 18-6-2008  | Белу-Оризонті          | Бразилія          | 0 – 0                   | Аргентина            | Відбір до ЧС 2010               | -    | 62'              |
| 6-9-2008   | Буенос-Айрес           | Аргентина         | 1 – 1                   | Парагвай             | Відбір до ЧС 2010               | -    | 63'              |
| 11-10-2008 | Буенос-Айрес           | Аргентина         | 2 – 1                   | Уругвай              | Відбір до ЧС 2010               | -    | 63'              |
| 15-10-2008 | Сантьяго               | Чилі              | 1 – 0                   | Аргентина            | Відбір до ЧС 2010               | -    |                  |
| 19-11-2008 | Глазго                 | Шотландія         | 0 – 1                   | Аргентина            | товариський матч                | -    |                  |
| 11-2-2009  | Марсель                | Франція           | 0 – 2                   | Аргентина            | товариський матч                | -    |                  |
| 28-3-2009  | Буенос-Айрес           | Аргентина         | 4 – 0                   | Венесуела            | Відбір до ЧС 2010               | -    |                  |
| 1-4-2009   | Ла-Пас                 | Болівія           | 6 – 1                   | Аргентина            | Відбір до ЧС 2010               | -    |                  |
| 6-6-2009   | Буенос-Айрес           | Аргентина         | 1 – 0                   | Колумбія             | Відбір до ЧС 2010               | -    | 11'              |
| 12-8-2009  | Москва                 | Росія             | 2 – 3                   | Аргентина            | товариський матч                | -    |                  |
| 5-9-2009   | Росаріо                | Аргентина         | 1 – 3                   | Бразилія             | Відбір до ЧС 2010               | -    | 41'              |
| 9-9-2009   | Асунсьйон              | Парагвай          | 1 – 0                   | Аргентина            | Відбір до ЧС 2010               | -    |                  |
| 10-10-2009 | Буенос-Айрес           | Аргентина         | 2 – 1                   | Перу                 | Відбір до ЧС 2010               | -    |                  |
| 14-10-2009 | Монтевідео             | Уругвай           | 0 – 1                   | Аргентина            | Відбір до ЧС 2010               | -    |                  |
| 14-11-2009 | Мадрид                 | Іспанія           | 2 – 1                   | Аргентина            | товариський матч                | -    |                  |
| 3-3-2010   | Мюнхен                 | Німеччина         | 0 – 1                   | Аргентина            | товариський матч                | -    | кап.             |
| 24-5-2010  | Буенос-Айрес           | Аргентина         | 5 – 0                   | Канада               | товариський матч                | -    | 58'              |
| 12-6-2010  | Йоганнесбург           | Аргентина         | 1 – 0                   | Нігерія              | ЧС 2010 - 1-й етап              | -    | кап.             |
| 17-6-2010  | Йоганнесбург           | Аргентина         | 4 – 1                   | Південна Корея       | ЧС 2010 - 1-й етап              | -    | кап. - 55'       |
| 27-6-2010  | Йоганнесбург           | Аргентина         | 3 – 1                   | Мексика              | ЧС 2010 - 1/8 фіналу            | -    | кап.             |
| 3-7-2010   | Кейптаун               | Аргентина         | 0 – 4                   | Німеччина            | ЧС 2010 - чвертьфінал           | -    | кап. - 80'       |
| 11-8-2010  | Дублін                 | Ірландія          | 0 – 1                   | Аргентина            | товариський матч                | -    |                  |
| 7-9-2010   | Буенос-Айрес           | Аргентина         | 4 – 1                   | Іспанія              | товариський матч                | -    |                  |
| 8-10-2010  | Токіо                  | Японія            | 1 – 0                   | Аргентина            | товариський матч                | -    | кап.             |
| 17-11-2010 | Доха                   | Аргентина         | 1 – 0                   | Бразилія             | товариський матч                | -    | кап. - 60'       |
| 9-2-2011   | Женева                 | Аргентина         | 2 – 1                   | Португалія           | товариський матч                | -    |                  |
| 26-3-2011  | Іст-Ратерфорд          | США               | 1 – 1                   | Аргентина            | товариський матч                | -    |                  |
| 29-3-2011  | Сан-Хосе               | Коста-Рика        | 0 – 0                   | Аргентина            | товариський матч                | -    | 46'              |
| 20-6-2011  | Буенос-Айрес           | Аргентина         | 4 – 0                   | Албанія              | товариський матч                | -    | кап.             |
| 1-7-2011   | Ла-Плата               | Аргентина         | 1 – 1                   | Болівія              | Копа Америка 2011 - 1-й етап    | -    |                  |
| 6-7-2011   | Санта-Фе               | Аргентина         | 0 – 0                   | Колумбія             | Копа Америка 2011 - 1-й етап    | -    |                  |
| 11-7-2011  | Кордова                | Аргентина         | 3 – 0                   | Коста-Рика           | Копа Америка 2011 - 1-й етап    | -    |                  |
| 16-7-2011  | Санта-Фе               | Аргентина         | 1 – 1 (4 – 5 п.п.)      | Уругвай              | Копа Америка 2011 - чвертьфінал | -    | 86'              |
| 2-9-2011   | Колката                | Аргентина         | 1 – 0                   | Венесуела            | товариський матч                | -    | 63'              |
| 6-9-2011   | Дакка                  | Аргентина         | 3 – 1                   | Нігерія              | товариський матч                | -    | 56'              |
| 11-10-2011 | Пуерто-ла-Крус         | Венесуела         | 1 – 0                   | Аргентина            | Відбір до ЧС 2014               | -    | 66'              |
| 11-11-2011 | Буенос-Айрес           | Аргентина         | 1 – 1                   | Болівія              | Відбір до ЧС 2014               | -    | 82'              |
| 15-11-2011 | Барранкілья            | Колумбія          | 1 – 2                   | Аргентина            | Відбір до ЧС 2014               | -    |                  |
| 29-2-2012  | Берн                   | Швейцарія         | 1 – 3                   | Аргентина            | товариський матч                | -    |                  |
| 2-6-2012   | Буенос-Айрес           | Аргентина         | 4 – 0                   | Еквадор              | Відбір до ЧС 2014               | -    | 87'              |
| 9-6-2012   | Іст-Ратерфорд          | Аргентина         | 4 – 3                   | Бразилія             | товариський матч                | -    | 59'              |
| 15-8-2012  | Франкфурт-на-Майні     | Німеччина         | 1 – 3                   | Аргентина            | товариський матч                | -    | кап. - 79'       |
| 11-9-2012  | Ліма                   | Перу              | 1 – 1                   | Аргентина            | Відбір до ЧС 2014               | -    |                  |
| 12-10-2012 | Мендоса                | Аргентина         | 3 – 0                   | Уругвай              | Відбір до ЧС 2014               | -    |                  |
| 16-10-2012 | Сантьяго               | Чилі              | 1 – 2                   | Аргентина            | Відбір до ЧС 2014               | -    |                  |
| 14-11-2012 | Ер-Ріяд                | Саудівська Аравія | 0 – 0                   | Аргентина            | товариський матч                | -    |                  |
| 6-2-2013   | Стокгольм              | Швеція            | 2 – 3                   | Аргентина            | товариський матч                | -    |                  |
| 22-3-2013  | Буенос-Айрес           | Аргентина         | 3 – 0                   | Венесуела            | Відбір до ЧС 2014               | -    |                  |
| 26-3-2013  | Ла-Пас                 | Болівія           | 1 – 1                   | Аргентина            | Відбір до ЧС 2014               | -    | 79'              |
| 7-6-2013   | Буенос-Айрес           | Аргентина         | 0 – 0                   | Колумбія             | Відбір до ЧС 2014               | -    |                  |
| 11-6-2013  | Кіто                   | Еквадор           | 1 – 1                   | Аргентина            | Відбір до ЧС 2014               | -    | кап. - 88'       |
| 14-6-2013  | Гватемала (місто)      | Гватемала         | 0 – 4                   | Аргентина            | товариський матч                | -    | 64'              |
| 14-8-2013  | Рим                    | Італія            | 1 – 2                   | Аргентина            | товариський матч                | -    | 75'              |
| 16-11-2013 | Іст-Ратерфорд          | Еквадор           | 0 – 0                   | Аргентина            | товариський матч                | -    | кап.             |
| 18-11-2013 | Сан-Луїс               | Аргентина         | 2 – 0                   | Боснія і Герцеговина | товариський матч                | -    |                  |
| 5-3-2014   | Бухарест               | Румунія           | 0 – 0                   | Аргентина            | товариський матч                | -    |                  |
| 4-6-2014   | Буенос-Айрес           | Аргентина         | 3 – 0                   | Тринідад і Тобаго    | товариський матч                | 1    | 70'              |
| 7-6-2014   | Ла-Плата (місто)       | Аргентина         | 2 – 0                   | Словенія             | товариський матч                | -    | кап. - 51' - 77' |
| 15-6-2014  | Ріо-де-Жанейро         | Аргентина         | 2 – 1                   | Боснія і Герцеговина | ЧС 2014 - 1-й етап              | -    |                  |
| 21-6-2014  | Белу-Оризонті          | Аргентина         | 1 – 0                   | Іран                 | ЧС 2014 - 1-й етап              | -    |                  |
| 25-6-2014  | Порту-Алегрі           | Нігерія           | 2 – 3                   | Аргентина            | ЧС 2014 - 1-й етап              | -    |                  |
| 1-7-2014   | Сан-Паулу              | Аргентина         | 1 – 0 д.ч.              | Швейцарія            | ЧС 2014 - 1/8 фіналу            | -    |                  |
| 5-7-2014   | Бразиліа               | Аргентина         | 1 – 0                   | Бельгія              | ЧС 2014 - чвертьфінал           | -    |                  |
| 9-7-2014   | Сан-Паулу              | Нідерланди        | 0 – 0 д.ч. (2 – 4 п.п.) | Аргентина            | ЧС 2014 - півфінал              | -    |                  |
| 13-7-2014  | Ріо-де-Жанейро         | Німеччина         | 1 – 0 д.ч.              | Аргентина            | ЧС 2014 - Фінал                 | -    | 64'              |
| 3-9-2014   | Дюссельдорф            | Німеччина         | 2 – 4                   | Аргентина            | товариський матч                | -    | кап.             |
| 11-10-2014 | Пекін                  | Бразилія          | 2 – 0                   | Аргентина            | товариський матч                | -    | 47'              |
| 14-10-2014 | Гонконг                | Гонконг           | 0 – 7                   | Аргентина            | товариський матч                | -    | 73'              |
| 12-11-2014 | Лондон                 | Аргентина         | 2 – 1                   | Хорватія             | товариський матч                | -    |                  |
| 18-11-2014 | Манчестер              | Аргентина         | 0 – 1                   | Португалія           | товариський матч                | -    |                  |
| 31-3-2015  | Іст-Ратерфорд          | Аргентина         | 2 – 1                   | Еквадор              | товариський матч                | -    |                  |
| 13-6-2015  | Ла-Серена (Чилі)       | Аргентина         | 2 – 2                   | Парагвай             | Копа Америка 2015 - 1-й етап    | -    |                  |
| 16-6-2015  | Ла-Серена (Чилі)       | Аргентина         | 1 – 0                   | Уругвай              | Копа Америка 2015 - 1-й етап    | -    | 46'              |
| 20-6-2015  | Вінья-дель-Мар         | Аргентина         | 1 – 0                   | Ямайка               | Копа Америка 2015 - 1-й етап    | -    |                  |
| 26-6-2015  | Вінья-дель-Мар         | Аргентина         | 0 – 0 (5 – 4 п.п.)      | Колумбія             | Копа Америка 2015 - чвертьфінал | -    | 34'              |
| 30-6-2015  | Консепсьйон            | Аргентина         | 6 – 1                   | Парагвай             | Копа Америка 2015 - півфінал    | -    | 77'              |
| 4-7-2015   | Сантьяго               | Чилі              | 0 – 0 д.ч. (4 – 1 п.п.) | Аргентина            | Копа Америка 2015 - Фінал       | -    | 55'              |
| 8-9-2015   | Арлінгтон              | Аргентина         | 2 – 2                   | Мексика              | товариський матч                | -    |                  |
| 9-10-2015  | Буенос-Айрес           | Аргентина         | 0 – 2                   | Еквадор              | Відбір до ЧС 2018               | -    | кап.             |
| 13-10-2015 | Асунсьйон              | Парагвай          | 0 – 0                   | Аргентина            | Відбір до ЧС 2018               | -    | кап.             |
| 14-11-2015 | Буенос-Айрес           | Аргентина         | 1 – 1                   | Бразилія             | Відбір до ЧС 2018               | -    | кап. - 82'       |
| 17-11-2015 | Барранкілья            | Колумбія          | 0 – 1                   | Аргентина            | Відбір до ЧС 2018               | -    | кап. - 62'       |
| 29-3-2016  | Кордова                | Аргентина         | 2 – 0                   | Болівія              | Відбір до ЧС 2018               | -    |                  |
| 27-5-2016  | Сан-Хуан               | Аргентина         | 1 – 0                   | Гондурас             | товариський матч                | -    | 90'+2'           |
| 6-6-2016   | Санта-Клара            | Аргентина         | 2 – 1                   | Чилі                 | Копа Америка 2016 - 1-й етап    | -    | кап.             |
| 10-6-2016  | Чикаго                 | Аргентина         | 5 – 0                   | Панама               | Копа Америка 2016 - 1-й етап    | -    | кап. - 17'       |
| 18-6-2016  | Фоксборо (Массачусетс) | Аргентина         | 4 – 1                   | Венесуела            | Копа Америка 2016 - чвертьфінал | -    |                  |
| 21-6-2016  | Х'юстон                | США               | 0 – 4                   | Аргентина            | Копа Америка 2016 - півфінал    | -    |                  |
| 26-6-2016  | Іст-Ратерфорд          | Аргентина         | 0 – 0 д.ч. (2 – 4 п.п.) | Чилі                 | Копа Америка 2016 - Фінал       | -    | 37'              |
| 1-9-2016   | Мендоса                | Аргентина         | 1 – 0                   | Уругвай              | Відбір до ЧС 2018               | -    |                  |
| 6-9-2016   | Мерида                 | Венесуела         | 2 – 2                   | Аргентина            | Відбір до ЧС 2018               | -    | кап. - 33'       |
| 6-10-2016  | Ліма                   | Перу              | 2 – 2                   | Аргентина            | Відбір до ЧС 2018               | -    | кап.             |
| 11-10-2016 | Кордова                | Аргентина         | 0 – 1                   | Парагвай             | Відбір до ЧС 2018               | -    | кап.             |
| 10-11-2016 | Белу-Оризонті          | Бразилія          | 3 – 0                   | Аргентина            | Відбір до ЧС 2018               | -    |                  |
| 15-11-2016 | Сан-Хуан               | Аргентина         | 3 – 0                   | Колумбія             | Відбір до ЧС 2018               | -    |                  |
| 23-3-2017  | Буенос-Айрес           | Аргентина         | 1 – 0                   | Чилі                 | Відбір до ЧС 2018               | -    | 18'              |
| 5-9-2017   | Буенос-Айрес           | Аргентина         | 1 – 1                   | Венесуела            | Відбір до ЧС 2018               | -    |                  |
| 5-10-2017  | Буенос-Айрес           | Аргентина         | 0 – 0                   | Перу                 | Відбір до ЧС 2018               | -    |                  |
| 10-10-2017 | Кіто                   | Еквадор           | 1 – 3                   | Аргентина            | Відбір до ЧС 2018               | -    | 86'              |
| 11-11-2017 | Москва                 | Росія             | 0 – 1                   | Аргентина            | товариський матч                | -    |                  |
| 14-11-2017 | Краснодар              | Аргентина         | 2 – 4                   | Нігерія              | товариський матч                | -    | кап.             |
| 27-3-2018  | Мадрид                 | Іспанія           | 6 – 1                   | Аргентина            | товариський матч                | -    | кап. 56'         |
| Усього     |                        | Матчів (2 місце)  | 142                     |                      | Голів                           | 3    |                  |

## Досягнення
«Рівер Плейт»
- Чемпіонат Аргентини
  - Чемпіон (1): 2003-04 (Клаусура)

 «Корінтіанс»
- Чемпіонат Бразилії
  - Чемпіон (1): 2005

 «Ліверпуль»
- Ліга чемпіонів УЄФА
  - Фіналіст (1): 2006-07

 «Барселона»
- Чемпіонат Іспанії
  - Чемпіон (4): 2010/11, 2012/13, 2014/15, 2015/16
- Кубок Іспанії
  - Володар (4): 2011-12, 2014-15, 2015-16, 2016-17
  - Фіналіст (2): 2010-11, 2014-15
- Суперкубок Іспанії
  - Володар (3): 2011, 2013, 2016
  - Фіналіст (2): 2012, 2015
- Ліга чемпіонів УЄФА
  - Переможець (2): 2010-11, 2014-15
- Клубний чемпіонат світу з футболу
  - Переможець (2): 2011, 2015
- Дворазовий олімпійський чемпіон (2004, 2008) — один з двох футболістів за останні 80 років (перший угорець Деже Новак (олімпійський чемпіон 1964 і 1968 років), хто зумів виграти два олімпійських золота
- Віце-чемпіон світу: 2014
- Срібний призер Кубка Америки: 2004, 2007, 2015, 2016
- Чемпіон Південної Америки (U-20): 2003